# Ircinia procumbens
Ircinia procumbens är en svampdjursart som först beskrevs av Polejaeff 1884.  Ircinia procumbens ingår i släktet Ircinia och familjen Irciniidae. Inga underarter finns listade i Catalogue of Life.